# Сміхов (футбольний клуб)
Спортивний клуб Сміхов Прага (чеськ. Sportovní klub Smíchov Praha) — чеський футбольний клуб зі Сміхова, історичного району міста Прага, заснований 1890 року.
Переможець двох перших розіграшів кубка милосердя, першого національного кубкового змагання у Чехії.

## Назви клубу
- 1900 – СКС Сміхов (чеськ. SKS Smíchov) - Спортивний студентський кружок Сміхов
- 1903 – СК Сміхов (чеськ. SK Smíchov) - Спортивний клуб Сміхов
- 1948 – ЗСЄ Сокіл Татра Сміхов (чеськ. ZSJ Sokol Tatra Smíchov)
- 1953 – ЗСЄ Спартак Сміхов Татра (чеськ. ZSJ Spartak Smíchov Tatra)
- 1967 – ТЄ Татра Сміхов (чеськ. TJ Tatra Smíchov)
- 1994 – СК Сміхов (чеськ. SK Smíchov) - Спортивний клуб Сміхов

## Досягнення
Кубок милосердя:
- Володар (2): 1906, 1907
- Фіналіст (2): 1909, 1910